# Nova Andradina
Nova Andradina là một đô thị thuộc bang Mato Grosso do Sul, Brasil. Đô thị này có diện tích 4776,096 km², dân số năm 2007 là 43508 người, mật độ 9,11 người/km².